# سس رایج
سس رایج، سس زراعی (نام علمی: Cuscuta campestris) نام یک گونه از سرده سس است.